# Terada Itta
Itta Terada (sinh ngày 4 tháng 10 năm 1988) là một cầu thủ bóng đá người Nhật Bản.

## Sự nghiệp câu lạc bộ
Itta Terada đã từng chơi cho Thespa Kusatsu.